# 구시로역 (홋카이도)
구시로역(일본어: 釧路駅)은 홋카이도 구시로시에 위치한 홋카이도 여객철도의 철도역이다.

## 운행노선
- 홋카이도 여객철도 (JR 홋카이도)
  - 네무로 본선
  - 센모 본선 (히가시쿠시로역이 기점이나, 모든 열차가 구시로 역에서 발착)

## 역 구조
| 1 | ■네무로 본선 | (상행) | 오비히로・신토쿠・삿포로・다키카와 방면 |
| 1 | ■네무로 본선 | (하행) | 앗케시・네무로 방면                     |
| 1 | ■센모 본선   |        | 마슈・아바시리 방면                     |
| 2 | ■네무로 본선 | (상행) | 오비히로・신토쿠・삿포로・다키카와 방면 |
| 2 | ■네무로 본선 | (하행) | 앗케시・네무로 방면                     |
| 2 | ■센모 본선   |        | 마슈・아바시리 방면                     |
| 3 | ■네무로 본선 | (상행) | 오비히로・신토쿠 방면                   |
| 3 | ■네무로 본선 | (하행) | 앗케시・네무로 방면                     |
| 3 | ■센모 본선   |        | 마슈・아바시리 방면                     |
| 4 | ■네무로 본선 | (상행) | 오비히로・신토쿠 방면                   |
| 4 | ■네무로 본선 | (하행) | 앗케시・네무로 방면                     |
| 4 | ■센모 본선   |        | 마슈・아바시리 방면                     |
| 5 | ■센모 본선   |        | 마슈・아바시리 방면                     |

## 역 주변
- 구시로 와쇼이치바
- 국도 제38호, 국도 제44호
- 누사마이바시